# تپه کهنه بادمچین (۱)
تپه کهنه بادمچین (۱) مربوط به دوران‌های تاریخی پس از اسلام است و در شهرستان قزوین، بخش مرکزی، روستای بادامچین واقع شده و این اثر در تاریخ ۲۵ اسفند ۱۳۸۰ با شمارهٔ ثبت ۵۵۶۵ به‌عنوان یکی از آثار ملی ایران به ثبت رسیده است.